# GS칼텍스

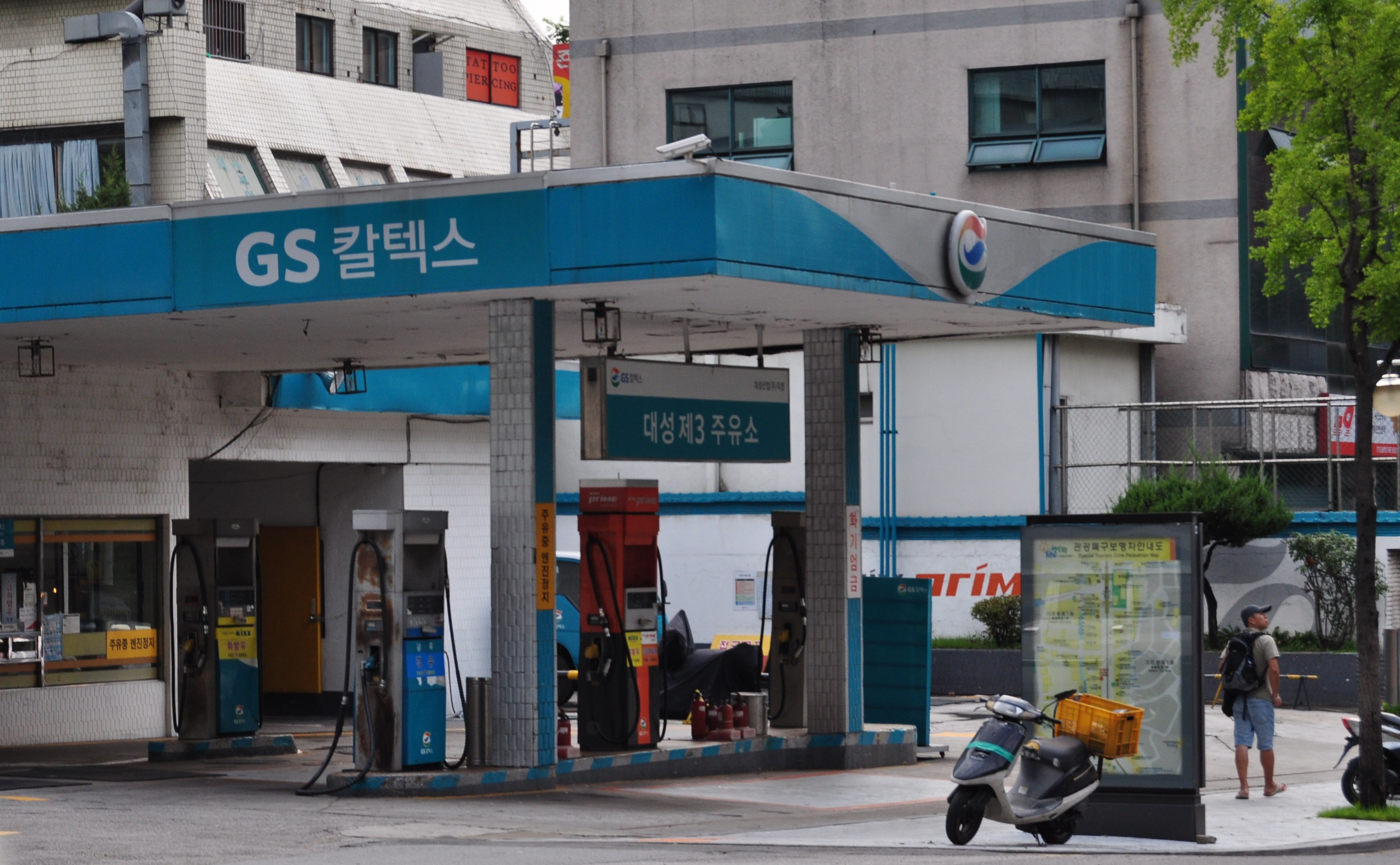
서울 이태원의 GS칼텍스

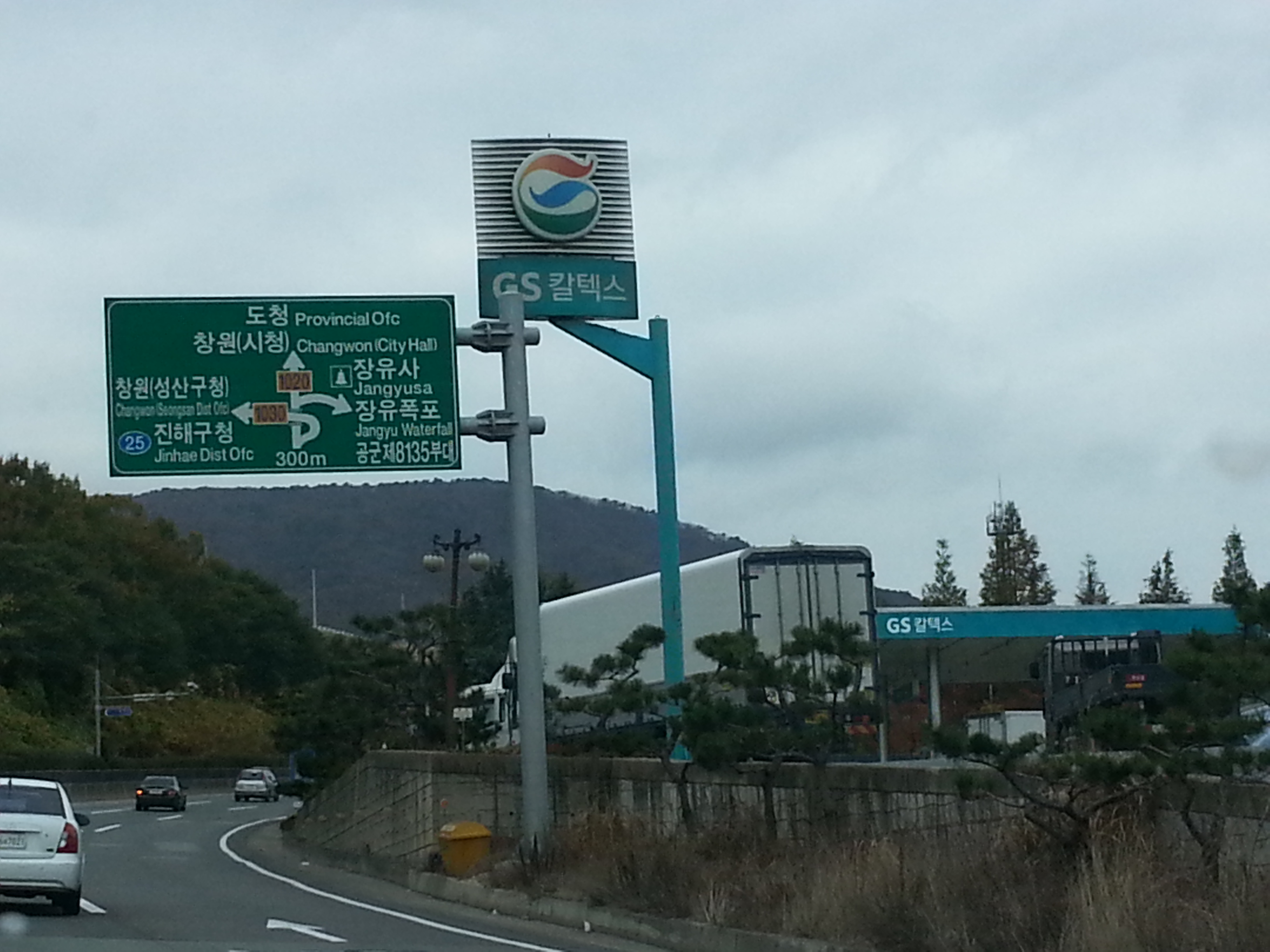
창원터널 입구의 GS칼텍스

GS칼텍스(GS Caltex)는 과거 LG그룹과 미국 셰브런의 자회사인 칼텍스가 1967년 5월 19일 합작 설립한 호남정유가 전신이다. 또, 1971년 3월 17일에 여수공장 노동조합이 설립됐다.

## 연혁
(1967 ~ 1986) :
- 1967 호남정유로 설립
- 1968 창립 1주년
- 1969 여수공장 제1 원유정제시설(CDU, 일산 6만배럴) 준공 / 인천광역시 윤활유공장 준공 / 여수공장 장구미 사택 준공 / 창립 2주년
- 1970 창립 3주년
- 1971 여수공장 노동조합 설립 / 창립 4주년
- 1972 여수공장 제2 원유정제시설(CDU, 일산 6만배럴) 준공 / 여수공장 노동조합 설립 1주년 / 창립 5주년
- 1973 여수공장 노동조합 설립 2주년 / 창립 6주년
- 1974 여수공장 노동조합 설립 3주년 / 창립 7주년
- 1975 여수공장 노동조합 설립 4주년 / 창립 8주년
- 1976 여수공장 노동조합 설립 5주년 / 창립 9주년
- 1977 창립 10주년 / 여수공장 노동조합 설립 6주년
- 1978 창립 11주년 / 여수공장 노동조합 설립 7주년
- 1979 창립 12주년 / 여수공장 노동조합 설립 8주년
- 1980 창립 13주년 / 여수공장 노동조합 설립 9주년
- 1981 여수공장 제3 원유정제시설(CDU, 일산 15만배럴) 준공 / 여수공장 노동조합 설립 10주년 / 창립 14주년 / 여수공장 쌍봉 사택 준공 / 여수 여도초등학교 개교
- 1982 창립 15주년 / 여수공장 노동조합 설립 11주년
- 1983 여수공장 노동조합 설립 12주년 / 창립 16주년
- 1984 여수 여도중학교 개교 / 창립 17주년 / 여수공장 노동조합 설립 13주년
- 1985 창립 18주년 / 여수공장 노동조합 설립 14주년
- 1986 기술연구소 설립 / 여수공장 노동조합 설립 15주년 / 창립 19주년

(1986 ~ 1996) :
- 1986 한국측 단독 경영체제 출범
- 1987 창립 20주년 / 여수공장 노동조합 설립 16주년
- 1988 폴리프로필렌 공장(PP, 연산 12만톤) 준공 / 여수공장 노동조합 설립 17주년 / 창립 21주년
- 1989 여수공장 노동조합 설립 18주년 / 창립 22주년
- 1990 제1 파라자일렌 공정(PX, 연산 20만톤) 준공 / 제1 방향족 공장(연산 50만톤) 준공 / 여수공장 노동조합 설립 19주년 / 창립 23주년
- 1991 여수공장 노동조합 설립 20주년 / 창립 24주년
- 1992 여수공장 노동조합 설립 21주년 / 창립 25주년
- 1993 여수공장 노동조합 설립 22주년 / 창립 26주년
- 1994 여수공장 노동조합 설립 23주년 / 창립 27주년
- 1995 국내 최초의 자사 무연 휘발유 브랜드 '테크론' 도입 / 제2 파라자일렌 공정(No.2 PX, 연산 35만톤) 준공 
/ 제1 중질유분해시설(RFCC, 일산 7만배럴) 준공 / 싱가포르 법인 설립 / 여수공장 노동조합 설립 24주년 / 창립 28주년

(1996 ~ 2005) :
- 1996 사명을 호남정유에서 LG정유로 변경 / 제4 원유정제시설(CDU, 일산 27만배럴) 준공 / 여수공장 노동조합 설립 25주년 / 창립 29주년
- 1997 창립 30주년 / 여수공장 노동조합 설립 26주년
- 1998 대전 중앙기술연구소 준공 / 창립 31주년 / 여수공장 노동조합 설립 27주년
- 1999 본사 LG강남타워(現 GS타워)로 이전 / 창립 32주년 / 여수공장 노동조합 설립 28주년
- 2000 LG파워(現 GS파워), 서라벌도시가스, 해양도시가스(現 해양에너지) 등 인수 / 제2 방향족 공장(연산 40만톤) 준공 / 창립 33주년 / 여수공장 노동조합 설립 29주년
- 2001 여수공장 노동조합 설립 30주년 / 창립 34주년
- 2002 창립 35주년 / 여수공장 노동조합 설립 31주년
- 2003 제3 파라자일렌 공정(No.3 PX, 연산 55만톤) 준공 / 오만 소하르 정유공장 위탁운영사업 수주 
/ 칭다오 리동화공유한공사 설립 / 창립 36주년 / 여수공장 노동조합 설립 32주년
- 2004 창립 37주년 / 여수공장 노동조합 설립 33주년
- 2005 자사 무연 휘발유 브랜드 'KiXX' 출시

(2005 ~ 2012) :
- 2005 사명을 LG정유에서 GS칼텍스로 변경 / 창립 38주년 / 여수공장 노동조합 설립 34주년
- 2006 GS칼텍스(칭다오) 석유유한공사 설립 / GS칼텍스(랑팡) 소료유한공사 인수 / GS칼텍스 재단 설립 / 창립 39주년 / 여수공장 노동조합 설립 35주년
- 2007 제2 중질유분해시설(HCR, 일산 5.5만배럴) 및 윤활기유 공장(일산 1.6만배럴) 준공 
/ 가평 인재개발원 준공 / 창립 40주년 / 여수공장 노동조합 설립 36주년
- 2008 150억불 수출의 탑 수상 / 창립 41주년 / 여수공장 노동조합 설립 37주년
- 2009 창립 42주년 / 여수공장 노동조합 설립 38주년
- 2010 제3 중질유분해시설(VHCR, 일산 6만배럴) 준공 / GS칼텍스(쑤저우) 소료유한공사 설립 / 창립 43주년 / 여수공장 노동조합 설립 39주년
- 2011 GS Caltex Czech 설립 / 윤활기유 공장(일산 2만6천배럴) 및 제3 원유정제시설(CDU, 일산 18만배럴) 확장 
/ 200억불 수출의 탑 수상 / 여수공장 노동조합 설립 40주년 / 창립 44주년

(2012 ~ 현재) :
- 2012 GS에너지 분리 설립 / 여수 예울마루 개관 / GS Caltex China 설립 / 250억불 최고 수출의 탑 수상 / 창립 45주년 / 여수공장 노동조합 설립 41주년
- 2013 제4 중질유분해시설(VGOFCC) 준공 / 사회공헌사업 '마음톡톡' 협약 / 진주 복합수지공장 준공 / 창립 46주년 / 여수공장 노동조합 설립 42주년 / 예울마루 개관 1주년
- 2014 New Vision 선포 'Value No.1 Energy and Chemical Partner' / 창립 47주년 / 여수공장 노동조합 설립 43주년 / 예울마루 개관 2주년
- 2015 창립 48주년 / 여수공장 노동조합 설립 44주년 / 예울마루 개관 3주년
- 2016 GS Caltex Mexico 설립 / 여수공장 노동조합 설립 45주년 / 창립 49주년 / 예울마루 개관 4주년
- 2017 창립 50주년 / 여수공장 노동조합 설립 46주년 / 예울마루 개관 5주년
- 2018 창립 51주년 / 여수공장 노동조합 설립 47주년 / 예울마루 개관 6주년
- 2019 CEO 허세홍 대표이사 사장 취임 / 제53회 납세자의 날 '국세 4천억 원 탑' 수상 / 여수문화예술공원 GS칼텍스 예울마루 전체 조성사업 완료 / 여수공장 제3제품부두 준공 / 창립 52주년 / 여수공장 노동조합 설립 48주년 / 예울마루 개관 7주년
- 2020 창립 53주년 / 여수공장 노동조합 설립 49주년 / 예울마루 개관 8주년
- 2021 여수공장 노동조합 설립 50주년 / 창립 54주년 / 예울마루 개관 9주년
- 2022 국가고객만족도(NCSI) 주유소 부문 14년 연속 1위 선정 / 올레핀 생산시설(MFC) 준공 / 예울마루 개관 10주년 / 창립 55주년 / 여수공장 노동조합 설립 51주년
- 2023 예울마루 개관 11주년 / 창립 56주년 / 여수공장 노동조합 설립 52주년
- 2024 예울마루 개관 12주년 / 창립 57주년 / 여수공장 노동조합 설립 53주년
- 2025 예울마루 개관 13주년 / 창립 58주년 / 여수공장 노동조합 설립 54주년

## 디자인 및 상징색
호남정유 시절까지는 미국의 칼텍스사 로고와 파란 삼각형 모양에 석유 방울로 표현된 빨간색 방울이 그려진 심벌마크를 사용하였다. 한-미간 합작회사임을 강조하여 미국 칼텍스사의 심벌마크를 사용하였으며, 호남정유의 심벌마크는 오른쪽 삼각형에 석유방울 모양으로 되어있다. 1995년 럭키금성그룹에서 LG그룹으로 변경한 이후에는 주유소 벽면마다 호남정유 심벌마크와 함께 LG 로고를 삽입하였다. 1996년 LG정유부터 LG그룹의 심벌마크로 통일하여 사용하였다가 2005년 LG정유에서 GS칼텍스로 변경한 이후에는 GS그룹 심벌마크를 통일하여 사용하고 있다. 당시 미국 칼텍스사 심벌마크는 검은 테두리원에 빨간색 별과 별 중간 부분에 CALTEX라는 검은색 영문 로고가 삽입된 마크다.
호남정유 시절에는 파란색 바탕에 빨간색 바탕에 호남정유라는 로고를 사용한 디자인이었다가 1996년 호남정유에서 LG정유로 변경한 이후에는 청록색으로 변경하여 사용하였으며, 2005년 LG정유에서 GS칼텍스로 변경한 이후에는 청록색을 유지하고 있다.

## 사업분야
- 정유 : 전세계 정유공장 중 단일공장으로서는 세계 4위 규모로 일생산 80만 배럴 원유를 정제 중이다.
- 방향족
- 올레핀
- 폴리머
- 베이스오일
- 윤활유 : 킥스(Kixx) 브랜드로 엔진오일, 미션오일, 유압유 등의 제품을 생산/판매중이다.
- 생산공정
- 연구개발

## 공장 및 사업장 및 사택 및 물류센터 및 기타시설
- 본사: 서울특별시 강남구 논현로 508 GS타워 27층
- 고객센터: 서울특별시 금천구 디지털로 130 남성프라자 2층
- 노동조합: 전남 여수시 여수산단로 918 GS칼텍스 여수공장 내[3]
- TT윤활유출하장: 전남 여수시 여수산단로 955
- 제품부두: 전남 여수시 여수산단로 1083-99
- 정유부속의원: 전남 여수시 여수산단로 1083-101
- 여수공장 장구미 사택: 전남 여수시 여수산단로 1081[4]
- 여수공장 쌍봉 사택: 전남 여수시 소호로 449[5]
- 여수1공장: 전남 여수시 여수산단로 918
- 여수2공장: 전남 여수시 산단중앙로 669
- 인천물류센터: 인천광역시 중구 월미로 182
- 항동물류센터: 인천광역시 중구 연안부두로115번길 42
- 동해물류센터: 강원특별자치도 동해시 공단1로 327
- 부산물류센터: 부산광역시 남구 신선로 180
- 창원물류센터: 경남 창원시 성산구 적현로 309
- 목포물류센터: 전남 영암군 삼호읍 대불역로 101
- 전주물류센터: 전북 김제시 용지면 콩쥐팥쥐로 789
- 제주물류센터: 제주특별자치도 제주시 임항로 168
- 인천윤활유공장: 인천광역시 서구 중봉대로 364
- 진주복합수지공장: 경남 진주시 지수면 용봉로 130
- 기술연구소: 대전광역시 유성구 엑스포로 359
- 인재개발원: 경기도 가평군 설악면 용문천길 251-56[6]
- 어린이집 지예슬: 전남 여수시 소호로 449 GS칼텍스 쌍봉사택 내
- 예울마루: 전남 여수시 예울마루로 100
  - 단, GS칼텍스 달력에는 여수공장, 여수 GS칼텍스 사택(장구미 사택, 쌍봉 사택)에서 포함된다.[7]
  - 단, GS칼텍스 달력에는 본사, 인천윤활유공장, 진주복합수지공장, 기술연구소, 인재개발원, 예울마루도 제외된다.
  - 단, 토요일, 일요일, 공휴일(새해 첫날, 설날 연휴, 삼일절, 부처님 오신 날, 어린이날, 현충일, 광복절, 추석 연휴, 개천절, 한글날, 크리스마스, 선거일), 근로자의날, 노조설립일, 창립기념일도 모두 휴무이다.[8]

## 해외 네트워크
- GS칼텍스 런던지사 (GS Caltex London Branch)
- GS칼텍스 아부다비지사 (GS Caltex Abu Dhabi Branch)
- GS칼텍스 상해지사 (GS Caltex Shanghai Branch)
- GS칼텍스 동경지사 (GS Caltex Tokyo Branch)
- GS칼텍스 모스크바지사 (GS Caltex Moscow Branch)
- GS칼텍스 싱가포르법인 (GS Caltex Singapore Pte, Ltd.)
- GS칼텍스 인도법인 (GS Caltex India Private Ltd.)
- GS칼텍스 중국법인 (GS Caltex China Co., Ltd.)
- GS칼텍스(쑤저우) 무역유한공사 (GS Caltex(Suzhou) Trading Co., Ltd.)
- GS칼텍스(쑤저우) 소료유한공사 (GS Caltex(Suzhou) Plastics Co., Ltd.)
- GS칼텍스(랑팡) 소료유한공사 (GS Caltex(Langfang) Plastics Co., Ltd.)
- GS칼텍스 체코법인 (GS Caltex Czech, s.r.o.)
- GS칼텍스 멕시코법인 (GS Caltex Mexico S. de R. L.)
- GS칼텍스 베트남대표사무소 (GS Caltex Vietnam Representative Office)

## 같이 보기
- 칼텍스
- Kixx엔진오일
- GS칼텍스 서울 KIXX